# روش‌های پردازش تصویر
روشهای متعددی در پردازش تصویر بکار برده می‌شوند. برخی از آنان در زیر توضیح داده شده‌اند:

## ترمیم تصویر (Image restoration)
در برخی از تصاویری که توسط ماهواره‌ها یا رادار‌ها ثبت می‌گردند، اختلالاتی در تصویر دیده می‌شود که به دلیل خش می‌باشد. دو اختلال مهم که در تصاویر چند باندی دیده می‌شود: نواری شدن (Banding) و خطوط از جا افتاده می‌باشد.

## نواری شدن(باندی شدن)
اشتباهی که توسط سنسور گیرنده، در ثبت و انتقال داده‌ها روی
میدهد.و یا تغییر پیکسل در بین ردیف‌ها می‌تواند باعث ایجاد چنین اشتباهی گردد.

## خطوط از جا افتاده
نوعی اختلال در ثبت و انتقال داده‌ها می‌باشد. در نتیجه این اختلال، یک ردیف از پیکسل‌ها در عکس
از بین می‌رود.

## بالا بردن دقت عکس
یکی از کارهای مهمی که در پردازش تصویر انجام نمی‌گردد. بالا بردن دقت عکس
به منظور دید و تفسیر چشمی دقیق تر می‌باشد.روش‌های بسیاری برای رسیدن به این
هدف وجود دارد ولی مهمترین آنها، افزایش تباین(Contrast) تصویر و عملیات
فیلتر کردن می‌باشد.

## هیستوگرام تصویر

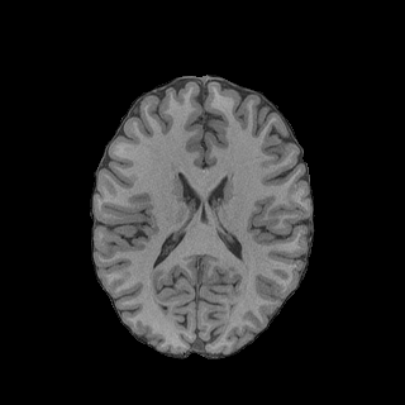
تصویری که هیستوگرام زیر از آن گرفته شده‌است

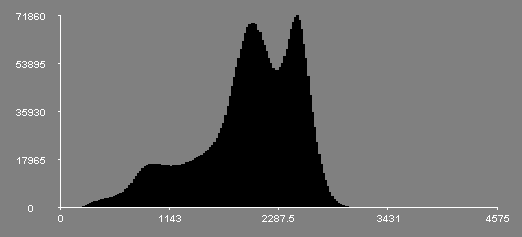
یک هیستوگرام تصویر از یک تصویر T1 فیلتر شده از یک مغز، پردازش شده توسط نرم‌افزار مانگو. ۳ قلهٔ مشهود در این نمودار ستونی متعلق به ماده سفید، ماده خاکستری، و CSF (آب نخاع) می‌باشند. دم سمت چپ متعلق به بقایای جمجمه و چربی پس از حذف به روش پردازش (فیلترینگ) بدست آمده.

در یک تصویر دیجیتال، مقادیر پیکسل‌ها بیانگر ویژگی‌های آن تصویر (مانند میزان روشنایی تصویر و وضوح تصویر) است. هیستوگرام یک تصویر در حقیقت بیان گرافیکی میزان روشنایی تصویر می‌باشد. مقادیر روشنایی (برای مثال ۰-۲۵۵) در طول محور X بیان شده و میزان فراوانی هر مقدار در محور Y بیان می‌گردد.
تصویر ۸ بیتی (۰-۲۵۵) در بالا و هیستوگرام همان تصویر در پایین.
محور افقی بین ۰ تا ۲۵۵ و محور قائم نشانگر تعداد پیکسل‌ها است.

## افزایش تباین از طریق کشیدن و امتداد آن
معمولا دامنه مقادیر پیکسل‌های یک تصویر با هر بیتی، (در اینجا مثلاً ۸ بیت)، تمام مقادیر از صفر تا ۲۵۵ را شامل نمی‌شود، و مثلاً بین ۴۸ تا ۱۵۳ می‌باشد. برای افزایش تباین، مقادیر پیکسل‌ها را آنقدر امتداد می‌دهیم تا ۴۸ به جای ۰ و ۱۵۳ به جای ۲۵۵ قرار گیرد. در نتیجه تباین و همچنین کیفیت عکس بالا می‌رود. به این عمل کشش خطی گویند.
مقادیر پیکسل تصویر اصلی (در بالا) و تصویر کشیده شده (در پایین).